# 풍운 - 임란야화
"풍운 - 임란야화"는 1968년 공개된 대한민국의 영화이다.

## 배역
- 박노식
- 남정임
- 윤정희
- 독고성
- 김승호
- 최남현
- 윤인자
- 정애란
- 박암
- 김칠성
- 문미봉
- 이강일
- 이예민
- 전숙
- 장훈
- 이업동
- 추봉
- 임성보
- 주일몽